# Chrysopodes (Neosuarius) flavescens
Chrysopodes (Neosuarius) flavescens is een insect uit de familie van de gaasvliegen (Chrysopidae), die tot de orde netvleugeligen (Neuroptera) behoort. 
Chrysopodes (Neosuarius) flavescens is voor het eerst wetenschappelijk beschreven door Blanchard in Gay in 1851.